# 鈴木嘉吉
鈴木 嘉吉（すずき かきち、1928年〈昭和3年〉12月23日 - 2022年〈令和4年〉12月16日）は、日本の建築史学者。

## 生涯
東京府出身。1952年（昭和27年）東京大学工学部建築学科卒業。1961年（昭和36年）に論文『遺構の復原を主とした奈良時代寺院僧房の研究』で工学博士。奈良国立文化財研究所平城宮跡発掘調査部長。文化庁文化財保護部建造物課長。同文化財監査官。奈良国立文化財研究所長。(財)文化財建造物保存技術協会理事。
飛鳥寺や薬師寺の発掘調査に加えて、正倉院御物や法隆寺東室などの修理に携わり、「60年来の修理屋」を自称する。
2018年（平成30年）に終わった興福寺中金堂（ちゅうこんどう）の再建を指導し、東大寺境内整備にも助言している。
2021年（令和3年）2月15日、薬師寺の東塔の竣工式では修理専門委員会の委員長として挨拶を行った。
2022年（令和4年）12月16日、心不全のため死去。93歳没。

## 著書
- 『古代寺院僧房の研究』中央公論美術出版 2016
- Early Buddhist architecture in Japan.; translated and adapted by Mary Neighbour Parent and Nancy Shatzman Steinhardt.講談社インターナショナル、1980.

### 共編著・監修
- 『原色日本の美術 第2巻 法隆寺』久野健共著 小学館 1966
- 『古代史発掘 9 埋れた宮殿と寺 歴史時代 1』坪井清足共編 講談社 1974
- 『奈良の寺 2 東院伽藍と西院諸堂 法隆寺』撮影:渡辺義雄 岩波書店 1974
- 『日本美術全集 第4巻 天平の美術 1 南都七大寺』上原昭一共編集 学習研究社 1977
- 『日本美術全集 第2巻 飛鳥・白鳳の美術 法隆寺と斑鳩の寺』編 学習研究社 1978
- 『日本の民家 第6巻 町家 2 近畿』編 学習研究社 1980
- 『大和の古寺 3 元興寺・元興寺極楽坊・般若寺・十輪院』岡本茂男ほか撮影 岩波書店 1981
- 『国宝大事典 5 建造物』編 講談社 1985
- 『復元日本大観 2 塔と伽藍』責任編集 世界文化社 1988
- 『不滅の建築』全12巻 工藤圭章共責任編集 毎日新聞社 1988－89
- 『日本美術全集 第5巻 密教寺院と仏像 平安の建築・彫刻1』水野敬三郎,紺野敏文共編著 講談社 1992
- 『日本美術全集 第6巻 平等院と定朝 平安の建築・彫刻2』水野敬三郎,伊東史朗共編著 講談社 1994
- 『日本名建築写真選集 第20巻 名建築選』解説 新潮社 1993
- 『桂離宮』中村昌生共編 田畑みなお写真 小学館 1995
- 『檜皮葺と柿葺』監修・序文、原田多加司著　学芸出版社 1999
- 『日本の仏堂』斎藤英俊共著　川崎市立日本民家園 日本民家園叢書 2001
- 『古代の寺院を復元する』監修 学習研究社 2002
- 『醍醐寺大観』全3巻 西川新次,山根有三監修 有賀祥隆、水野敬三郎、辻惟雄共編 岩波書店 2001－02

## 論文
- <鈴木嘉吉